# 綦毋姓
綦毋姓為漢字複姓，依史籍記載，最早出現在春秋晉國。其後人簡化成綦姓、或毋姓，綦毋姓現已沒有在使用。

## 起源
最早記載於《左傳》，晉國景公在位時，有貴族稱綦毋張，曾為韓厥駕車。
在匈奴部族中，有綦毋氏。姚薇元《北朝胡姓考》認為河南綦姓主要出自匈奴。

## 人物
- 綦毋恢：戰國時期東周士大夫。
- 綦毋俊：東漢安帝元初年間交趾刺史。
- 綦毋俊（北魏）：北魏太仆。
- 綦毋闓：東漢末、三國時期經學家，與宋忠合撰《五經章句》。
- 綦毋懷文：南北朝北齊冶金家。
- 綦毋潜：唐代詩人。

## 延伸阅读
[在维基数据编辑]
 《欽定古今圖書集成·明倫彙編·氏族典·綦毋姓部》，出自陈梦雷《古今圖書集成》